# Magasmart
Magasmart (1890-ig Magaspart, szlovákul: Brehy, németül: Hochstein) község Szlovákiában, a Besztercebányai kerületben, a Zsarnócai járásban.

## Fekvése
Újbányától 2 km-re délkeletre, a Garam bal partján fekszik.

## Története
1283-ban "Mogosmorth" néven említik először, ekkor nemesek birtoka. 1393-ban Luxemburgi Zsigmond az újbányai Szent Erzsébet ispotálynak adja. 1470-ben felmentették az adófizetés alól. Határában ezüstöt és aranyat bányásztak. 1536-ban Újbánya birtoka lett. 1601-től a Dóczy család a földesura, ekkor kocsmája és 55 háza volt. 1715-ben 42 adózó portája létezett, közülük 16 fazekas. 1828-ban 98 házában 613 lakos élt. Lakói mezőgazdasággal és fazekassággal foglalkoztak.
Vályi András szerint "MAGOSPART. Brehi. Tót falu Bars Várm. fekszik Berzenczéhez nem meszsze, és annak filiája. Ispotállya is van, földgye mint Oravniczáé, tserép edények készítésével is kereskednek."
Fényes Elek szerint "Magospart, (Brehi), tót falu, Bars vmegyében, a Garan bal partján, Ujbányához 1 mfd. 601 kath., 12 evang. lak. Kath. paroch. templom. Cserépedény készités. F. u. Ujbánya városa. Ut. p. Léva."
A trianoni békeszerződésig Bars vármegye Aranyosmaróti járásához tartozott. Egy ideig Újbányához tartozott.

## Népessége
| Év:            | 1994. | 2004. | 2014.   | 2024.   |
| -------------- | ----- | ----- | ------- | ------- |
| Emberek száma: | 0     | 1118  | 1052    | 977     |
| Eltérés:       |       | –     | -5,90 % | -7,12 % |

| Év:            | 2023. | 2024.   |
| -------------- | ----- | ------- |
| Emberek száma: | 997   | 977     |
| Eltérés:       |       | -2,00 % |

1910-ben 871, túlnyomórészt szlovák anyanyelvű lakosa volt.
2001-ben 1102 lakosából 1093 szlovák volt.
2011-ben 1087 lakosából 961 szlovák volt.

## Nevezetességei
- Szent József tiszteletére szentelt római katolikus temploma 1786-ban épült, barokk-klasszicista stílusban.

## Külső hivatkozások
- Községinfó
- Magasmart Szlovákia térképén
- A község a régió honlapján Archiválva 2007. június 17-i dátummal a Wayback Machine-ben
- E-obce.sk Archiválva 2007. augusztus 13-i dátummal a Wayback Machine-ben